# Neidan

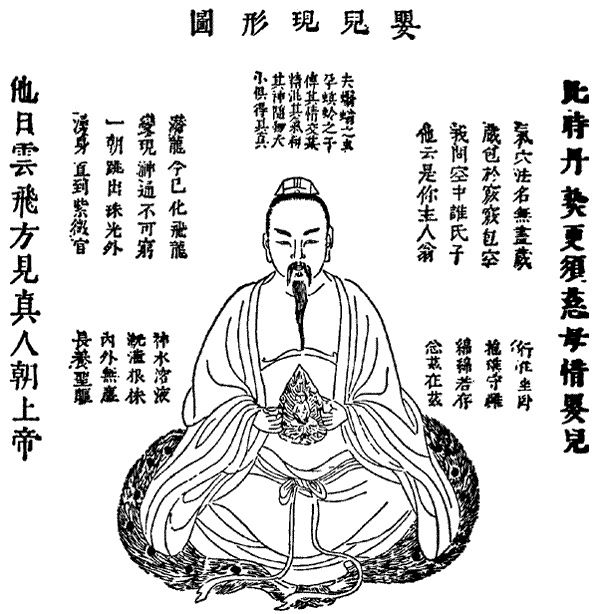
Ontwikkeling van het kosmisch embryo, een van de processen van de innerlijke taoïstische alchemie.

Neidan[shu]  內丹[術], betekent (techniek van de) interne cinnaber of innerlijke alchemie. Het verwijst naar een vorm van meditatie, beoefend door taoïsten, met name die van de Quanzhen-school, waarbij ademhalingsoefeningen en qigong een rol spelen. 
Het doel van innerlijke alchemie is het verlengen van de levensduur van het lichaam en het creëren van een onsterfelijk spiritueel lichaam dat zou overleven na de dood. In de aangewende technieken om dat te bewerkstelligen wordt het lichaam gezien als een ketel waarin de ingrediënten harmonisch op elkaar dienen te worden afgestemd. Van primair belang is het bewaren van de beschikbare levensenergie. Geloofd wordt immers dat een persoon sterft omdat de levensenergie (jing) op is. Bij de meditatie wordt ingewerkt op de drie essentiële componenten (de "drie juwelen", sanbao 三宝) van de persoon: de essentie (jing 精), de adem (qi 气) en de geest (shen 神), om zo een involutie teweeg te brengen, waarbij yin en yang verenigd worden en de oorspronkelijke eenheid van Dao wordt hersteld. De essentie van neidan is dus evenwicht brengen tussen yin en yang en het verenigen van yin en yang. Op die manier bevrijdt de mediterende zich van de gewone wereld om te leven in de zuivere hemel van yang.
Het equivalent van yang (vuur) en yin (water) in de Chinese alchemie - met name in de waidan of externe alchemie - is lood en kwik (mercurium). Het doel is beide samen te brengen: het lood van de oorspronkelijke ware kennis (de geest van Tao) en het kwik van de menselijke, bewuste kennis. Dit proces mondt uit in de creatie van het gouden elixer. 